# 索斯諾維博爾
索斯諾維博爾（俄语：Сосно́вый Бор，羅馬化：Sosnovy Bor，意為「松林」）是俄羅斯列寧格勒州西部的一個城市，位於聖彼得堡以西81公里的芬蘭灣南岸的科波爾灣畔。可從聖彼得堡的波羅的海站（балтийский вокзал）乘電氣火車前往。2010年人口為67,281人。2002年為66,132人。

## 歷史

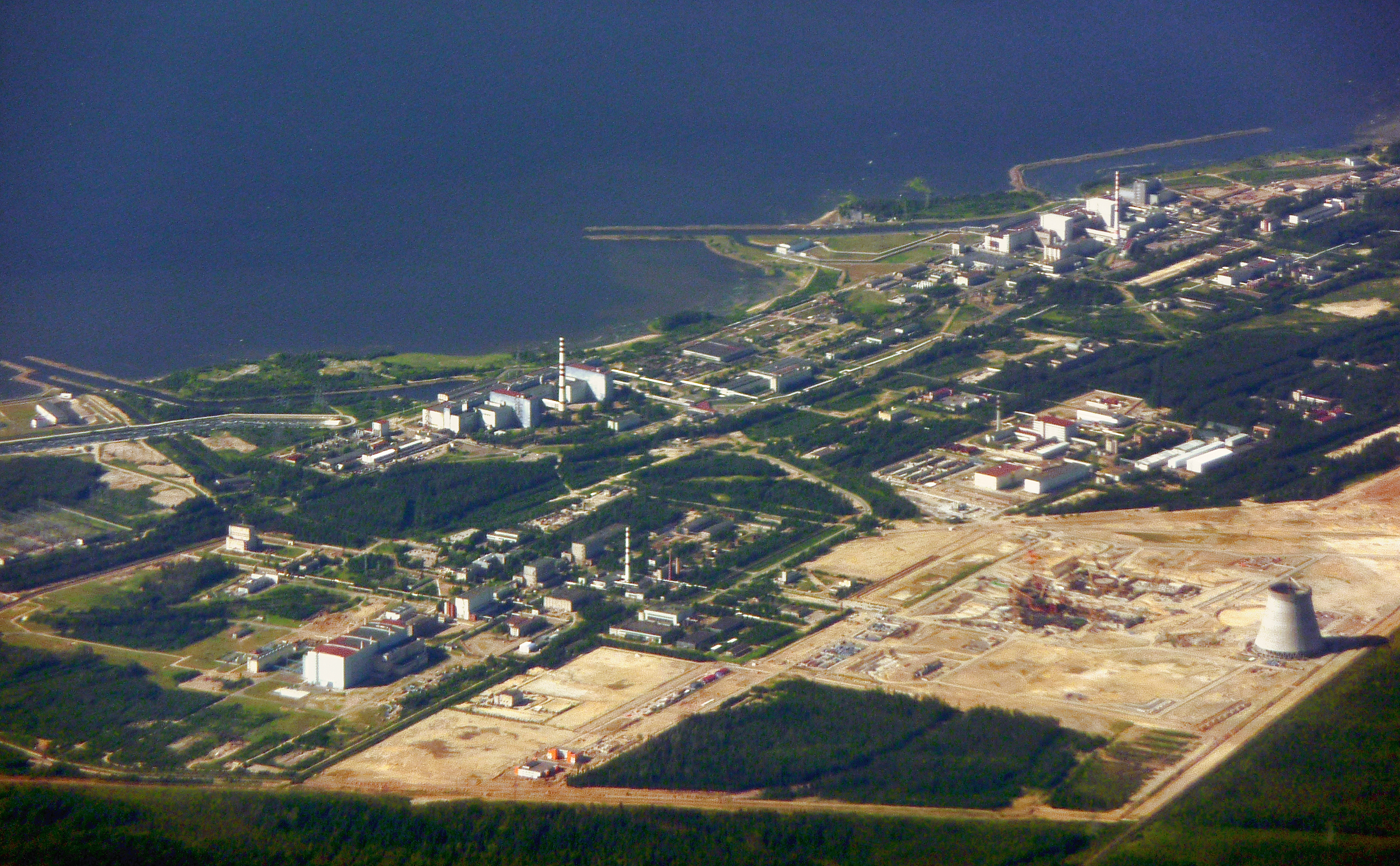
空中俯瞰列寧格勒核電站及第二核電站預定建設用地

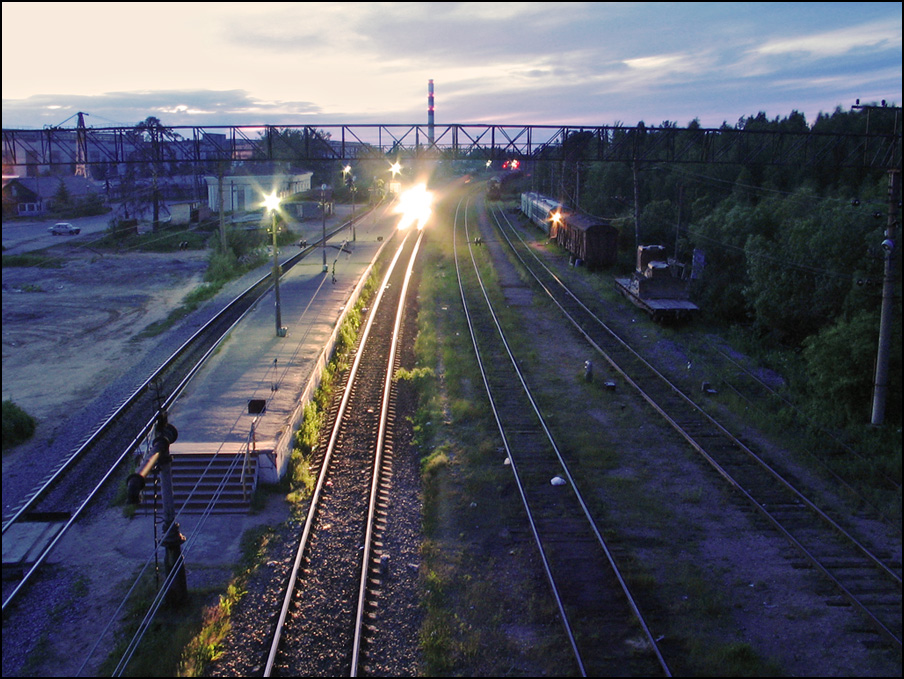
索斯諾維博爾的加里謝火車站（Станция Калище）

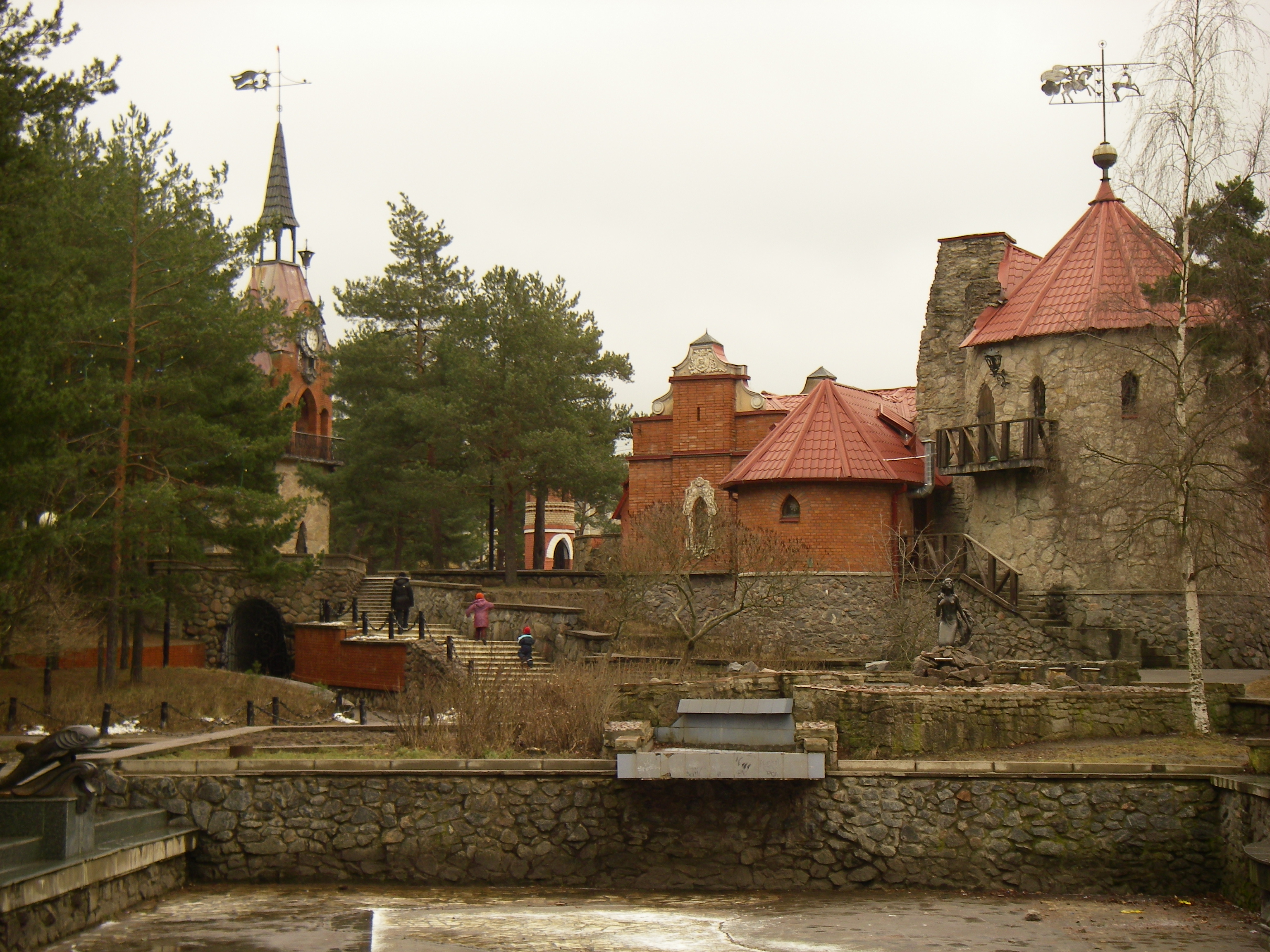
兒童遊樂場「安徒生城（Андерсенград）」

1959年因興建核電廠及光學研究所等而建立。之後核電站相關企業亦相繼開業，1967年因列寧格勒核電站建設的開始，該處作為相關從業人員居住的城鎮得到了飛躍發展。
1973年4月19日設市，該年年末1號爐開始發電，次年開始商用發電。
蘇聯時代的核電站職工住宅區都有共同點，如有斯摩棱斯克核電站的傑斯諾戈爾斯克及有切爾諾貝利核電站的普里皮亞季等都有相似的街道。體育運動非常盛行。

## 經濟
索斯諾維博爾除核電站之外，還有核、軍事等的大型研究所，以及建築企業、漁業相關的工廠等。亦是聖彼得堡各大學的分校所在地。
該城主要的雇主列寧格勒核電站在此有四個壓力管式石墨慢化沸水反應爐（RBMK），1970年至1975年之間依次開始建設，1974年至1981年間開始商業運營，但是因為曾多次發生重大事故，于2002年將最初的兩個反應堆停止運轉，代之以兩個水-水高能反應堆（VVER），以此為基礎的「列寧格勒第二核電站」在2008年開始興建。